# Mickey's Speedway USA
 (octobre 2019).
Si vous disposez d'ouvrages ou d'articles de référence ou si vous connaissez des sites web de qualité traitant du thème abordé ici, merci de compléter l'article en donnant les références utiles à sa vérifiabilité et en les liant à la section « Notes et références ».
Mickey's Speedway USA est un jeu vidéo de course développé par Rare et édité par Nintendo et par Disney Interactive en 2000 sur Nintendo 64 et sur Game Boy Color.

## Histoire
Le chien de Mickey Mouse, Pluto, est enlevé par les belettes pour son collier « diamant» . Étant l'un des pilotes, le joueur concoure sur des pistes des États-Unis, dans des endroits tels que New York, l'Alaska, Los Angeles ou Seattle, et tente de trouver les belettes et sauver Pluto.

## Version N64

### Système de jeu
Mickey's Speedway USA comprend un mode Grand Prix, ainsi que les modes course et bataille multijoueurs. Le jeu propose six personnages jouables initiaux, avec quatre autres étant à débloquer. Les caractères par défaut sont jumelés, et chaque paire possède les mêmes statistiques : ainsi Donald et Mickey ont les mêmes statistiques moyennes, tandis que Pat Hibulaire et Dingo ont beaucoup de vitesse et de rapidité.
En tant que jeu de courses, Mickey's Speedway USA ressemble beaucoup à son aîné, Mario Kart 64 au niveau de sa maniabilité et des items utilisables.

### Personnages
Plusieurs personnages sont jouables. Il y en a neuf, dont trois à débloquer.

#### Personnages jouables
- Mickey
- Minnie
- Donald
- Daisy
- Dingo
- Pat Hibulaire

#### Personnages à débloquer
- Riri (nécessite le Transfert Pak et la version Game Boy Color du jeu)
- Fifi
- Loulou
- Donald Dingue

### Circuits
Les circuits sont tous des états appartenant aux États-Unis, d'où le « USA » du titre. Le jeu propose un total de vingt circuits jouables en Time Trial et en solo répartis en cinq coupes.

## Version Game Boy Color
Cette version est nettement allégée mais a ses propres circuits exclusifs. C'est un jeu de courses en vue de dessus.